# بوزولو
بوزولو، ( مانتوفانو : بوسول كوموني (بلدية) في مقاطعة مانتوفا في منطقة لومباردي الإيطالية، وتقع على ما يقارب تقريباً 110 كيلومتر (68 ميل) جنوب شرق ميلانو ما يقارب 25 كيلومتر (16 ميل) جنوب غرب مانتوفا.
تقع بوزولو على حدود البلديات التالية: اكوانيجرا سول كيري وكالفتون وماركاريا وريفارولو مانتوفانو و سان مارتينو دال ارقاين و تورناتا. ولدت هنا الكاتبة لوكريزيا غونزاغا، ابنة كوندوتييرو بيرو غونزاغا المحلي، في عام 1522.

## مشاهير
- بريمو ماتزولاري، (1890-1959)، بارسون 1932-1959، الكاتب و حزبية

## روابط خارجية
- الموقع الرسمي